# Datamuseum
Dansk Datahistorisk Museum er et teknisk museum, der ligger på Charlottegårdsvej 1, 2640 Hedehusene. Det udstiller datamaskiner, servere, hjemmecomputere og trykt materiale herfra på den nedlagte skole, dvs. Charlotteskolen i Hedehusene i Høje Taastrup, som ligger vest for København. Museet åbnede for offentligheden den 3. april klokken 10:00-16:00 år 2022, hvor der var gratis adgang, og derefter har planen været, at holde åbent en søndag hver måned.
Museets samling rummer en enestående dokumentation af den danske IT-historie fra 1957 og fremefter. Datamuseet har maskiner, manualer, brochurer, litteratur og naturligvis den gamle software, som man indlæser i museets bitarkiv, så det bliver bevaret for eftertiden.

## Historie
- 14.09.2007 Datamuseet har længe været på vej og planen var at bygge et større datamuseum i Ballerup ved siden af Ingeniørhøjskolen. Det kommende museum havde i øvrigt undertitlen The Niels Ivar Bech Computer Museum til minde om den legendariske direktør for Danmarks første it-virksomhed, Regnecentralen. Sådan skulle det alligevel ikke gå og planerne blev skrinlagt, da museet manglede finansiering, som var planlagt til at være større tocifret millionbeløb. Målet var at rejse pengene inden udgangen af år 2009, hvilket så desværre aldrig lykkedes. [1]

- 03.04.2022 Dansk Datamuseum er åbnet og nu kan man endelig få et indblik i datalogiens danske del af historien. [2]

## Computere og effekter fra de største danske IT-virksomheder
- Christian Rovsing (virksomhed)
- Dansk Data Elektronik
- Regnecentralen

## Galleri
- En del af DASK på Danmarks Tekniske Museum.
- Kontrolbordet til DASK, udstillet på Teknisk Museum.
- RC Piccolo fra Regnecentralen
- Piccoline-computeren fra Regnecentralen der blev anvendt i Datalære. Datalære var et fag i den danske folkeskole.
- Commodore PET
- Commodore 64
- Silicon Graphics Onyx2